# Leptotarsus longipes
Leptotarsus longipes är en tvåvingeart som först beskrevs av Fabricius 1805.  Leptotarsus longipes ingår i släktet Leptotarsus och familjen storharkrankar. Inga underarter finns listade i Catalogue of Life.